# Qadiriyya
Els qadiriyya o la tariqa qadirita (àrab: الطريقة القادرية, aṭ-ṭarīqa al-qādiriyya) són una important tariqa o confraria sufí que pren el nom del seu fundador, Abd-al-Qàdir al-Jilaní (mort el 1166), cap d'una madrassa hanbalita a Bagdad. Els seus fills van estendre la predicació i la confraria es va difondre arreu tot arrelant especialment al nord d'Àfrica.
Aquesta confraria és una de les més esteses del món, amb branques a l'Afganistan, l'Índia, Bangladesh, Pakistan, Turquia, els Balcans i la Xina, així com a l'Àfrica i especialment al Marroc, on la branca buixixiyya, liderada pel xeic Sidi Hamza al-Qadirí al-Buixixí, considerat un "mestre vivent", és molt popular. També hi ha petits grups de seguidors als Estats Units i a Europa occidental; l'escriptora suïssa Isabelle Eberhardt (1877-1904) era adepte del qadirisme, així com el compositor indi de música de pel·lícules A. R. Rahman (nascut el 1966).
El 1830, el cap de la branca qadirita algeriana, Muhyi-d-Din, fou escollit per dirigir la guerra contra els francesos; aquest hi va renunciar, però va permetre que el seu fill Abd-al-Qàdir prengués la direcció del moviment. Abd-al-Qàdir va basar en part el seu poder en l'organització preexistent de la tariqa. Posteriorment la confraria va donar suport a les autoritats franceses i el 1879 es va negar a col·laborar en una revolta local a l'Aurès; també va donar suport als francesos a Ourgla i a El-Oued. El seu cap, Si Muhammad ibn Taib, va morir lluitant pels francesos a Charouin, a la regió d'Orà, el 2 de març de 1901.